# Arild Midthun
Arild Midthun, född 6 maj 1964 i Bergen, är en norsk serietecknare och illustratör. Han skriver sällan serierna själv, utan är mest känd som tecknare. Han har varit verksam i Norge sedan 1980. Hans teckningsstil är tydligt inspirerad av traditionella fransk-belgiska humorserier.

## Arbete
Bland hans tidiga verkar ingår serierna Patrick & Co i tidningen Bergens Tidende 1977, en deckarserie skriven av Tormod Løkling. Vid denna tidpunkt var Midthun endast 13 år. Hans artistiska genombrott var seriestrippen Sirkus från 1980 till 1982, skriven av Terje Nordberg, Eirik Ildahl och Dag Kolstad. Midthun har även jobbat för humortidningarna MAD (Norge) från 1981, och Pyton från 1986 till 1995.
1988 kom det första seriealbumet med Troll, som var ett försök att skapa en serie med tydlig inspiration från traditionella fransk-belgiska humorserier. Seriealbumet skrevs av Terje Nordberg. Han tilldelades Sproingprisen tillsammans med Nordberg 1988, för seriealbumet Troll: Sølvskatten. Det andra albumet i serien, som utgavs 1990, belönades med Kulturdepartementets tegneseriepris, men serien blev kort därefter nedlagd på grund av svag försäljning.
Midthun har även arbetat som frilansillustratör, och jobbat med ett flertal bokförlag och tidningar, bland annat Aftenposten.
1996 släpptes seriealbumet "Ivar Aasen – ei historie om kjærleik", baserat på ett manus av barnboksförfattaren Erna Osland. Samma år kom även serien "Pappa og Pestus" (skriven av Nordberg och Ildahl) ut för första gången i tidningen Ernie. I bägge dessa serier skiljer sig Midthuns stil från sitt tidigare arbete. Ivar Aasen-serien var mer realistisk tecknad, och en stor del var baserad på fotografier och bilder. I serien Pappa og Pestus var teckningarna dock mycket förenklade jämfört med hans tidigare arbeten.
Midthun har jobbat som tecknare åt förlaget Egmont Publishing med att teckna Kalle Anka-serier sedan 2004. Midthun började teckna förstasidor åt den norska Kalle Anka-tidningen, och den 9 juni 2005, då Kalle Anka fyllde 71 år, publicerades hans första serie. Midthuns serier publiceras i alla de nordiska länderna, men även utomlands.